# چرخه مخزن تحت فشار

در موشک‌های با چرخهٔ مخزن تحت فشار برای تغذیه سوخت و مواد اکسید کننده به موتور مخازن تحت فشار قرار می‌گیرند و از این راه نیاز به توربوپمپ از بین می‌رود.

چرخه مخزن تحت فشار یا موتورهای تغذیه تحت فشار (انگلیسی: Pressure-fed engine) یک کلاس از طراحی موتورهای راکت هستند. یک منبع گاز جداگانه، معمولاً هلیوم، مخازن سوخت را تحت فشار قرار می‌دهد تا سوخت و اکسید کننده را به ورود به محفظهٔ احتراق وادار کند. برای حفظ جریان کافی، فشار مخزن باید از فشار محفظه احتراق بیشتر باشد.
موتورهای تحت فشار دارای لوله‌کشی ساده‌ای هستند و نیازی به توربوپمپ‌های پیچیده و گهگاهی غیرقابل اعتماد ندارند. یک روش معمول راه‌اندازی با باز کردن یک دریچه، اغلب یک دستگاه آتشکاری تک شات، شروع می‌شود تا به گاز تحت فشار اجازه دهد تا از طریق شیرهای بازرسی به مخازن سوخت جریان یابد. سپس دریچه‌های پیشرانه در خود موتور باز می‌شوند. اگر سوخت و اکسید کننده هایپرگولیک باشند، در تماس می‌سوزند. سوخت‌های غیر هایپرگولیک به یک جرقه‌زن نیاز دارند. موتورهای چند سوخت را می‌توان با باز و بسته کردن دریچه‌های پیشران در صورت نیاز انجام داد. اگر سیستم فشار نیز دارای دریچه‌های فعال کننده باشد، می‌توان آنها را به صورت الکتریکی یا با فشار گاز کنترل شده توسط دریچه‌های الکتریکی کم و زیاد کرد.
برای جلوگیری از سرد شدن بیش از حد گاز تحت فشار به دلیل انبساط آدیاباتیک، به‌ویژه در هنگام سوخت طولانی باید مراقب بود. هرچند هلیوم سرد مایع نمی‌شود، اما می‌تواند یک پیشرانه را منجمد کند، فشار مخزن را کاهش دهد یا به اجزایی که برای دماهای پایین طراحی نشده‌اند آسیب برساند. سیستم پیشرانه فرود ماه سفینه فرماندهی و خدمات آپولو در ذخیره‌سازی هلیوم خود در حالت سیال فوق بحرانی اما بسیار سرد غیرمعمول شده بود. هنگامی که از طریق یک تبادل حرارت سوخت دمای محیط خارج می‌شد، گرم شد.